# بوغغيد
بوغغيد هو موقع ويب من نوع قاعدة بيانات حيوية وقاعدة بيانات على النت ومشروع علمي مواطني أنشئ في 2003، الموقع ملك جامعة ولاية آيوا، وهو متوفر باللغة الإنجليزية.

## وصلات خارجية
- الموقع الرسمي